# Main Brook
Main Brook är en ort i Kanada.   Den ligger i provinsen Newfoundland och Labrador, i den östra delen av landet, 1 600 km öster om huvudstaden Ottawa. Main Brook ligger 3 meter över havet och antalet invånare är 293.
Terrängen runt Main Brook är platt. Havet är nära Main Brook åt nordost. Runt Main Brook är det mycket glesbefolkat, med 3 invånare per kvadratkilometer.. 